# STS-2
إس تي إس-2 (بالإنجليزية: STS-2)‏ كانت ثاني رحلات برنامج مكوك الفضاء التي أجرتها وكالة ناسا، والرحلة الثانية لمكوك الفضاء كولومبيا. إنطلقت المهمة في 12 نوفمبر 1981 وحطت بعد يومين لاحقا في 14 نوفمبر.

## الطاقم

### الطاقم الرئيسي
| المنصب | رائد الفضاء                               |
| ------ | ----------------------------------------- |
| قائد   | جو انجل رحلة الفضاء الأولى لدى وكالة ناسا |
| طيار   | ريتشارد ترولي رحلة الفضاء الأولى          |

### الطاقم الإحتياطي
| المنصب | رائد فضاء      |
| ------ | -------------- |
| القائد | كين ماتينجلي   |
| الطيار | هنري هارتسفيلد |